# 112-й отдельный разведывательный артиллерийский дивизион
112-й отдельный  разведывательный артиллерийский орденов Красной Звезды и Александра Невского дивизион Резерва Главного Командования — воинское формирование Вооружённых Сил СССР, принимавшее участие в Великой Отечественной войне.
Сокращённое наименование — 112-й орадн РГК.

## История
В действующей армии с 11.12.1944 по 09.05.1945.
В ходе Великой Отечественной войны вёл артиллерийскую разведку в интересах артиллерийских
чвастей и  соединений 6-го акп 1-го Белорусского фронта.

## Состав
Штат 08/555
- Штаб
- Хозяйственная часть
- 1-я батарея звуковой разведки (1-я БЗР)
- 2-я батарея звуковой разведки (2-я БЗР)
- батарея топогеодезической разведки (БТР)
- взвод оптической разведки (ВЗОР)
- фотограмметрический взвод (ФГВ)
- хозяйственный взвод

## Подчинение
| Дата               | Фронт                 | Армия | Корпус  | Дивизия | Бригада | Примечания |
| ------------------ | --------------------- | ----- | ------- | ------- | ------- | ---------- |
| 18.12.44 -9.5.45г. | 1-й Белорусский фронт | -     | 6-й акп | -       | -       | -          |

## Командование дивизиона
Командир дивизиона
- майор Фролкин Павел Григорьевич

Начальник штаба дивизиона
- ст. лейтенант, капитан Соловьев Федор Федорович

Заместитель командира дивизиона по политической части
- капитан Скок Павел Николаевич

Помощник начальника штаба дивизиона
- лейтенант Рогалин Андрей Осипович

Помощник командира дивизиона по снабжению
- капитан Капитанов Сергей Александрович

## Командиры подразделений дивизиона
Командир 1-й БЗР
- ст. лейтенант Кочерыгин Аркадий Николаевич

Командир 2-й БЗР
- ст. лейтенант Иванов Фёдор Андреевич

Командир БТР
- лейтенант Селютин Сергей Егорович

Командир ВЗОР
- мл. лейтенант Кулеев Григлрий Гаврилович
- лейтенант Ялтыхов Пётр Демидович

Командир ФГВ
- мл. лейтенант Добронравов Фёдор Борисович

## Награды и почётные наименования
| Награды и наименования    | дата          | за что получена |
| ------------------------- | ------------- | --- |
| Орден Красной Звезды      | 03.05.1945 г. | награжден указом Президиума Верховного Совета СССР За образцовое выполнение боевых заданий командования в боях с немецкими захватчиками при овладении городом Альтдамм и проявленные при этом доблесть и мужество                 |
| Орден Александра Невского | 11.06.1945 г. | награжден указом Президиума Верховного Совета СССР за образцовое выполнение боевых заданий командования в боях с немецкими захватчиками при овладении столицей Германии городом Берлин и проявленные при этом доблесть и мужество |